# Francesc Aixemús i Figuerola
Francesc Aixemús i Figuerola (Reus, 20 de maig de 1692 - Reus, 9 d'abril de 1753) va ser un comerciant i alcalde de Reus.
Hereu de Gabriel Aixemús i Tàrrech (Reus, 1664 - Reus, 1740), un paraire que va anar adquirint propietats, s'inicià en els negocis com a botiguer de teles, però aviat va fundar una companyia de comerç, dedicant-se sobretot a l'exportació d'aiguardent, destinat a Holanda i al port de Cadis, de camí cap a Amèrica. Lligat amb la burgesia reusenca per raons de matrimoni, participà en el govern municipal com a regidor el 1729 i va ser alcalde de Reus del 1736 al 1738. L'any 1753 va aconseguir el privilegi de ciutadà honrat de Barcelona. Es dedicà entre altres ocupacions, a la compra-venda de mules, rucs i bous, que arrendava als pagesos, i també al comerç de cereals. Els guanys els invertia en terres i concessions d'aigua. El seu fill seguí el negoci, i els seus nets van participar activament als Miquelets durant la Guerra Gran. Un del seus nets, Gabriel Aixemús i Folch, va ser també alcalde de Reus el 1779-1780 i el 1785-1786. Els descendents van incorporar una "d" al cognom pel fet de ser ciutadans honrats, com el mateix Gabriel Aixemús, que trobem en alguns documents i actes municipals com a Gabriel d'Aixemús, i el seu besnet Francesc d'Aixemús i Simó que ja la incorpora normalment.